# Stará huť u Adamova
Stará huť u Adamova (Huť Františka) je národní kulturní památka umístěná v památkové rezervaci, která se nachází v Josefovském údolí Křtinského potoka před jeho ústím do Svitavy v Adamově u silnice do Olomučan či Křtin.

## Historie
V širokém okolí již od 8. do 12. století pracovaly železářské hutě zpracovávající místní ložiska limonitických rud. Nejpozději na přelomu 15. a 16. století vznikl nedaleký železářský hamr (tzv. Althamr) a v roce 1746 zde byla založena huť s vysokou pecí nazvanou Františka. Palivem bylo dřevěné uhlí, které se získávalo pálením dřeva v milířích. Během 80. let 18. století zajišťovala huť 7,5 % veškeré moravské produkce železa. Provoz hutě byl ukončen v roce 1877.
Dominantní stavbou huti je zachovaný skelet vysoké dřevouhelné pece o výšce 10 metrů se základnou o rozměrech 12 × 12 metrů. Spolu s budovou modelárny z počátku 19. století, hutním hostincem Švýcárnou, zavážecími rampami, dvojicí pecí na pálení vápna a několika obytnými stavbami byl v roce 1971 vyhlášen první (a jedinou) technickou rezervací v tehdejším Československu. Slévárna, sklady, zkujňovací výhně a další stavby nutné k provozu hutě zanikly. Součástí rezervace je i areál slovanského hutnictví železa, v němž jsou příležitostně v rekonstrukcích raněstředověkých kusových železářských pecích předváděny ukázkové tavby železa. Areál je volně přístupný a průchozí, v bývalé budově modelárny je umístěno muzeum železářství. Vše je pod správou Technického muzea v Brně.

## Územní příslušnost
Sama vysoká pec, modelárna, hutní hostinec Švýcárna a areál slovanského hutnictví železa se nacházejí v katastru Adamova, zatímco zavážecí rampy a obě pece na pálení vápna leží již v katastru obce Olomučany. Do 60. let 20. století však všechny objekty náležely k Babicím nad Svitavou.